# Cuspicona simplex
Cuspicona simplex är en insektsart som beskrevs av Walker 1867. Cuspicona simplex ingår i släktet Cuspicona och familjen bärfisar. Inga underarter finns listade i Catalogue of Life.